# Структурная биология
Структурная биология — раздел молекулярной биологии, биохимии и биофизики, занимающийся изучением структуры биологических макромолекул, в частности белков и нуклеиновых кислот.
Пионером в данной области являлся доктор Frederic M. Richards.

## Методы

Структура гемоглобина — транспортного белка, находящегося в эритроцитах и выполняющего функцию переноса кислорода

Для изучения структуры макромолекул применяются следующие методы:
- Рентгеноструктурный анализ
- ЯМР-спектроскопия
- Криоэлектронная микроскопия
- Сверхбыстрая лазерная спектроскопия

## Научные журналы
Одним из ведущих научных журналов в области структурной биологии является Nature Structural & Molecular Biology.